# معتمدية بوعرقوب
معتمدية بوعرقوب إحدى معتمديات الجمهورية التونسية، تابعة لولاية نابل.

### مواضيع ذات علاقة
- ولاية نابل.